# 国書刊行会 (1905-1922)
国書刊行会（こくしょかんこうかい）は、1905年（明治38年）に設立された、日本の古典籍の編集・刊行団体である。会員制で古典籍の翻刻・頒布を行い、1922年（大正11年）に解散するまでに『国書刊行会叢書』全8期・75部・260冊を刊行した。
解散後、実質的な後継企業として続群書類従完成会が設立された。同社が2006年（平成18年）に倒産した後は、八木書店が出版事業を継承している。なお、1971年（昭和46年）に設立された株式会社国書刊行会は、この団体から名前を借用しただけの無関係な企業であるが、旧国書刊行会の刊行物も多く復刻出版している。

## 沿革

### 設立の趣旨
埋もれている貴重な文献・古書が散逸してしまうことや外国に持ち去られてしまうこと、あるいは有益な著作が採算などの都合で出版できずに埋もれていることを憂いて、翻刻出版して後世にに伝えることを目的に作られた団体で、江戸期の国学者塙保己一の群書類従の編纂事業に倣うものであった。

### 第1期
1905年（明治38年）、今泉定介が、実費制・会員制による出版事業を行うことを発案し、市島謙吉に協力を求めた。市島はこれに賛同し、非営利事業として取り組むことを決意した。会は独立組織とするが、印刷・配本は今泉と関係のあった吉川弘文館があたることになった。総裁に大隈重信、会長に重野安繹、また、財政上の信頼を得るため、理事に三菱銀行の豊川良平がそれぞれ迎えられた。事務所は吉川弘文館の倉庫の2階に置かれた。毎月2冊の割合で会員に配本することを決めた。
設立当初のメンバーは以下の通りであった。
総裁　大隈重信
会長　重野安繹
理事　豊川良平
評議員
市村瓚次郎 今井貫一 芳賀矢一 畠山健 萩野由之 星野恒 和田万吉 幸田成行 幸田成友 狩野亨吉 吉田東伍 高田早苗 田中義成 坪内雄蔵 坪井九馬三 上田萬年 井上頼圀 井上哲次郎 大槻文彦 黒川真道 楊竜太郎 前田慧雲 松井簡治 松本愛重 藤沢南岳 小杉榲邨 赤堀又次郎 木村正辞 湯浅吉郎 三上参次 三宅英慶 島文次郎 物集高見 関根正直
当初、会の名称は「国書保存会」とすることが検討されたが、「消極的に聞こえる」という理由で、重野安繹の提案により「国書刊行会」という名称が決まった。また、『続群書類従』の刊行に取り組む計画だったが、すでに経済雑誌社が出版事業に着手していたために断念し、代わりに新しく『続々群書類従』（井上頼圀・萩野由之・吉田東伍・前田慧雲・畠山健・小杉榲邨監修）を編纂・刊行するとともに、坪内逍遥の提案により、近世の文芸に関る書物を集めた『新群書類従』（水谷不倒・幸田露伴校訂）を編纂・刊行することとした。これは、塙保己一に倣って現代の群書類従を編纂するという設立の趣旨に沿ったものであった。
1905年8月1日に初めて全国各紙に新聞広告を出し、会員を募集したところ、3000人以上の会員が集まった。1906年5月10日の調査では、会員数は役員を除き3763名となっているが、その中では実業家が非常に多かったという。1905年11月26日、第1回配本として『古今要覧稿 第一』と『近藤正斎全集 第一』を発行。
1906年3月、今泉が病気のため会を離脱し、以後は市島が単独で経営にあたることになった。同年春からは黒川真道と矢野太郎が編輯主任となった。1907年4月、第1期71冊1帖の刊行を終了。

### 第2期以降
1909年（明治42年）、早川純三郎（1872年3月26日 - 1930年1月25日）が市島謙吉から経営を引き継ぎ、以後、解散まで編集業務にあたった。1911年（明治44年）には、のちに続群書類従完成会を設立する太田藤四郎（1890年10月10日 - 1953年2月11日）がスタッフに加わっている。のち、早川が日本史籍協会を設立した際、太田が国書刊行会主事となっている。
1922年（大正11年）、第8期の完結をもって解散。解散後、紙型は早川によって処分されたとされるが、紙型を入手した広谷という古物商が「広谷国書刊行会」という名義で重版を行っている。

### 続群書類従完成会
なお、経済雑誌社版『続群書類従』の刊行は、1914年（大正3年）刊の第19輯までで中断しており、これを惜しんだ八代国治は、国書刊行会に刊行の引き継ぎを働きかけていたが、早川純三郎は「経済雑誌社との交渉の見通しに問題がある」として難色を示し、国書刊行会からの刊行は行われなかった。その後、太田藤四郎が八代の呼びかけに応じ、解散する国書刊行会とは別に出版社を組織し、『続群書類従』の刊行を引き継ぐことになる。1922年、太田は早川から四谷区（現・新宿区）舟町の国書刊行会事務所を借り受けるとともに、国書刊行会のスタッフもそっくり引き継ぐ形で続群書類従完成会を設立した。もっとも、事務所はすぐに手狭になったため、1923年（大正12年）8月に北豊島郡巣鴨町（現・豊島区）巣鴨に移転している。
続群書類従完成会は『群書類従』（正・続・続々）の刊行や日本史・日本文学の史料集・学術書の刊行を行ってきたが、2006年（平成18年）9月に倒産し、2007年（平成19年）6月、八木書店に出版事業が継承された。

## 国書刊行会叢書
会が独自に編集した全集・叢書が多いのが特色である。

### 第1期
- 『続々群書類従』16巻（1906年 - 1909年）
- 『新群書類従』10巻（1906年 - 1908年）
- 『燕石十種』3巻（1907年 - 1908年）
- 『続燕石十種』2巻（1908年 - 1909年）
- 『古今要覧稿』6巻（1905年 - 1907年）
- 『新井白石全集』6巻・附録（1905年 - 1907年）
- 『近藤正斎全集』3巻（1905年 - 1906年）
- 『伴信友全集』5巻（1907年 - 1909年）
- 『菅政友全集』1巻（1907年）
- 『玉葉』（藤原兼実）3巻（1906年 - 1907年）
- 『高麗史』3巻・索引（1908年 - 1909年）
- 『神田本 太平記』1巻（1907年）
- 『長門本 平家物語』1巻（1906年）
- 『源注餘滴』（石川雅望）1巻（1906年）
- 『夫木和歌抄』（藤原長清編）2巻・索引（1906年 - 1907年）
- 『松屋筆記』（高田与清）3巻（1908年）
- 『灌頂記』（弘法大師）1巻（1906年）
- 『集古十種』（松平楽翁編）4巻（1908年）
- 『国書刊行会出版目録 附 日本古刻書史』1巻（1909年）

### 第2期
- 『赤穂義人纂書』（鍋田晶山編）2巻・補遺（1910年 - 1911年）
- 『甲子夜話』（松浦静山）正篇3巻・続篇3巻（1910年 - 1911年）
- 『近世文芸叢書』12巻（1910年 - 1912年）
- 『曲亭遺稿』1巻（1911年）
- 『黒川真頼全集』6巻（1910年 - 1911年）
- 『事実文編』（五弓豊太郎編）5巻（1910年 - 1911年）
- 『史籍雑纂』5巻（1911年 - 1912年）
- 『神道叢説』1巻（1911年）
- 『日本詩紀』（市河寛斎編）1巻（1911年）
- 『明月記』（藤原定家）3巻（1911年 - 1912年）
- 『明良洪範』（真田増誉）1巻（1912年）
- 『山鹿語類』（山鹿素行）4巻（1910年 - 1911年）

### 第3期
- 『宴曲十七帖 附 謡曲末百番』1巻（1912年）
- 『近世風俗見聞集』4巻（1912年 - 1913年）
- 『官武通紀』（玉虫茂誼編）2巻（1913年）
- 『徳川時代商業叢書』3巻（1913年 - 1914年）
- 『新燕石十種』5巻（1912年 - 1913年）
- 『丹鶴叢書』（水野忠央編）9巻（1912年 - 1914年）
- 『通航一覧』8巻（1912年 - 1913年）
- 『増訂武江年表』（斎藤月岑）1巻（1912年）
- 『文明源流叢書』3巻（1913年 - 1914年）
- 『万葉集古義』（鹿持雅澄）7巻（1912年 - 1914年）
- 『校訂令集解』（惟宗直本編）2巻（1912年 -1913年）
- 『遠近橋』（高橋多一郎）1巻（1912年）

### 第4期
- 『吉川本 吾妻鏡』3巻（1915年）
- 『解題叢書』1巻（1916年）
- 『海録』（山崎美成）1巻（1915年）
- 『近世仏教集説』1巻（1916年）
- 『群書備考』（村井量令）1巻（1916年）
- 『系図綜覧』2巻（1915年）
- 『参考太平記』（今井弘斎・内藤貞顕編）2巻（1914年）
- 『参考保元物語 参考平治物語』（今井弘斎・内藤貞顕編）1巻（1914年）
- 『雑芸叢書』2巻（1915年）
- 『信仰叢書』1巻（1915年）
- 『言継卿記』（山科言継）4巻（1914年 - 1915年）
- 『徳川文芸類聚』12巻（1914年 - 1915年）
- 『戸田茂睡全集』1巻（1915年）
- 『日本書画苑』2巻（1914年 - 1915年）
- 『武術叢書』1巻（1915年）
- 『列侯深秘録』1巻（1914年）

### 第5期
- 『田能村竹田全集』1巻（1916年）
- 『鼠璞十種』2巻（1916年）
- 『江戸時代文芸資料』5巻（1916年）
- 『民間風俗年中行事』1巻（1916年）
- 『滑稽雑談』（四時堂其諺）2巻（1917年）
- 『柳営婦女伝叢』1巻（1917年）

### 第6期
- 『正続本朝文粋』（藤原明衡撰）1巻（1918年）
- 『三十輻』4巻（1917年）
- 『竹橋余筆』1巻（1917年）
- 『上田秋成全集』2巻（1917年 - 1918年）
- 『譚海』（津村正恭）1巻（1917年）
- 『百家随筆』3巻（1917年 - 1918年）

### 第7期
- 『本朝通鑑』首巻・17巻（1918年 -1920年）

### 第8期
- 『橘守部全集』首巻・12巻（1920年 -1922年）